# Local Natives

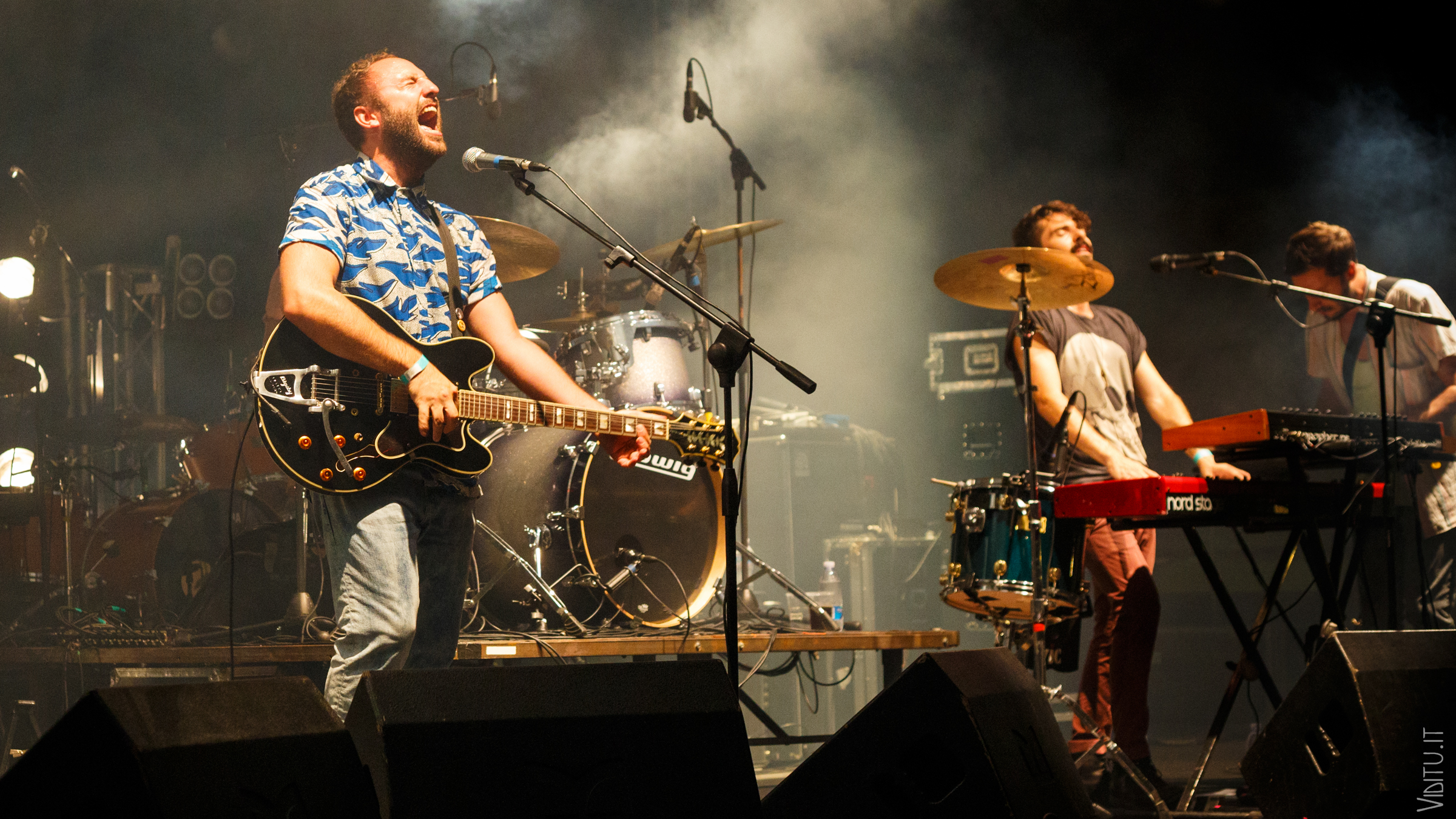
Local Natives se apresentando em Ypsigrock em Castelbuono, Itália em agosto de 2013

Local Natives é uma banda de indie rock estadunidense de Silver Lake, Los Angeles, Califórnia, Estados Unidos. Seu álbum de estréia, Gorilla Manor, foi primeiramente lançado no Reino Unido em novembro de 2009 e depois lançado nos USA em 16 de fevereiro de 2010. O álbum recebeu muitas críticas positivas e estreou na Billboard 200 na posição No. 3 no New Artist Chart. Seu segundo álbum, Hummingbird, foi lançado em janeiro de 2013. Seu terceiro álbum, Sunlit Youth, foi lançado em setembro de 2016 e seu quarto álbum, Violet Street, em abril de 2019.
Seu som tem sido descrito como "guitarras influenciadas por afropop com bateria hiperativa e boas harmonias de três partes."

## Discografia

### Álbuns
| Gorilla Manor                                                                                   | - Lançamento: 2 de novembro de 2009 (GBR) 16 de fevereiro de 2010 (EUA) - Gravadora: Infectious, Frenchkiss | 160 | 51 | —  | —  | 72  | —  | —  |
| Hummingbird                                                                                     | - Lançamento: 29 de janeiro de 2013 - Gravadora: Infectious, Frenchkiss                                     | 12  | 23 | 91 | 32 | 60  | 56 | 58 |
| Sunlit Youth                                                                                    | - Lançamento: 9 de setembro de 2016 - Gravadora: Loma Vista, Infectious, Hostess                            | 23  | 86 | 92 | —  | 165 | —  | —  |
| Violet Street                                                                                   | - Lançamento: 26 de abril de 2019 - Gravadora: Loma Vista                                                   | —   | —  | —  | —  | —   | —  | —  |
| "—" indica lançamentos que não chegaram às paradas musicais ou não foram lançados naquele país. | |     |    |    |    |     |    |    |

### EPs
| Sour Lemon                                                                                      | - Lançamento: 23 de outubro de 2020 - Gravadora: Loma Vista | — | — | — | — | — | — | — |
| "—" indica lançamentos que não chegaram às paradas musicais ou não foram lançados naquele país. |                                                             |   |   |   |   |   |   |   |

### Singles
| "Sun Hands"                                                                                     | 2009 | —  | — | —  | — | —  | —  | —  | Gorilla Manor     |
| "Camera Talk"                                                                                   | 2009 | —  | — | —  | — | —  | —  | 94 | Gorilla Manor     |
| "Airplanes"                                                                                     | 2010 | —  | — | —  | — | —  | 24 | 52 | Gorilla Manor     |
| "Wide Eyes"                                                                                     | 2010 | —  | — | —  | — | —  | 31 | —  | Gorilla Manor     |
| "Who Knows Who Cares"                                                                           | 2010 | —  | — | —  | — | —  | —  | —  | Gorilla Manor     |
| "World News"                                                                                    | 2010 | —  | — | —  | — | —  | —  | —  | Gorilla Manor     |
| "Breakers"                                                                                      | 2012 | —  | — | 38 | — | —  | 43 | 50 | Hummingbird       |
| "Heavy Feet"                                                                                    | 2013 | —  | — | —  | — | —  | —  | 54 | Hummingbird       |
| "You & I"                                                                                       | 2013 | —  | — | —  | — | —  | —  | 30 | Hummingbird       |
| "Ceilings"                                                                                      | 2013 | —  | — | —  | — | —  | —  | 56 | Hummingbird       |
| "Past Lives"                                                                                    | 2016 | —  | — | —  | — | —  | —  | —  | Sunlit Youth      |
| "Villainy"                                                                                      | 2016 | —  | — | —  | — | —  | —  | —  | Sunlit Youth      |
| "Fountain of Youth"                                                                             | 2016 | —  | — | —  | — | —  | —  | —  | Sunlit Youth      |
| "Coins"                                                                                         | 2016 | —  | — | —  | — | —  | —  | —  | Sunlit Youth      |
| "Fountain of Youth (live)"                                                                      | 2016 | —  | — | —  | — | —  | —  | —  | 30 Days, 50 Songs |
| "Ultralight Beam"                                                                               | 2016 | —  | — | —  | — | —  | —  | —  | Singles sem álbum |
| "I Saw You Close Your Eyes"                                                                     | 2017 | —  | — | —  | — | —  | —  | —  | Singles sem álbum |
| "The Only Heirs"                                                                                | 2017 | —  | — | —  | — | —  | —  | —  | Singles sem álbum |
| "When Am I Gonna Lose You"                                                                      | 2019 | 5  | 7 | 17 | — | 45 | —  | —  | Violet Street     |
| "Café Amarillo"                                                                                 | 2019 | —  | — | —  | — | —  | —  | —  | Violet Street     |
| "Tap Dancer"                                                                                    | 2019 | —  | — | —  | — | —  | —  | —  | Violet Street     |
| "Megaton Mile"                                                                                  | 2019 | —  | — | —  | — | —  | —  | —  | Violet Street     |
| "Nova"                                                                                          | 2019 | —  | — | —  | — | —  | —  | —  | Singles sem álbum |
| "Dark Days" (com Sylvan Esso)                                                                   | 2020 | 18 | — | —  | — | —  | —  | —  | Singles sem álbum |
| "—" indica lançamentos que não chegaram às paradas musicais ou não foram lançados naquele país. |      |    |   |    |   |    |    |    |                   |